# Neritos phaeoplaga
Neritos phaeoplaga là một loài bướm đêm thuộc phân họ Arctiinae, họ Erebidae.